# MINAMO (モデル)
MINAMO（みなも、2000年 - ）は、日本のモデル、AV女優。ティーパワーズ所属。京都府出身。

## 略歴
2019年9月24日、「太陽しずく（たいよう しずく）」名義で青年漫画雑誌『ヤングキング』同年20号（少年画報社）の表紙および巻頭グラビアを飾り、グラビアデビュー。グラビア評論家としても知られるラッパーの呂布カルマには、「大器の予感」と評された。続いて同誌22号でも、表紙および巻頭・巻末グラビアを計15ページに渡って担当した。
その後、「MINAMO」に改名し、スチールモデルとして活動。藤里一郎、小林修士、河野英喜、萩原和幸といったカメラマンの被写体として活動し、SNSを中心に注目を集める。
総合週刊誌『週刊ポスト』2021年4月30日号（小学館）に「MINAMO」で雑誌初掲載。デジタル写真集『MINAMO 煌めきの波紋』、『MINAMO 艶めきの波紋』の2冊同時発売が告知される。同2021年5月7・14日合併号でも「少女のような透明感を持つ彼女」として取り上げられた。
2021年5月10日、東京・新中野にあるSyain Barで会見が行われ、AV女優としてのデビューが発表された。スチールモデルとしての活動も継続され、6月10日から20日まで東京・目黒にあるギャラリー「ロッコール」で写真展『MINAMO×Fujisato Ichiro写真展「Velvet」』が開催。デビュー作は同年5月31日週のFANZA動画フロアランキングで1位を記録。同年8月、月刊FANZA発表「このAV女優がすごい!2021年夏」新人部門第1位。
2021年秋には総時間50時間をかけ、画家・三嶋哲也の2点の作品のモデルを務めた。

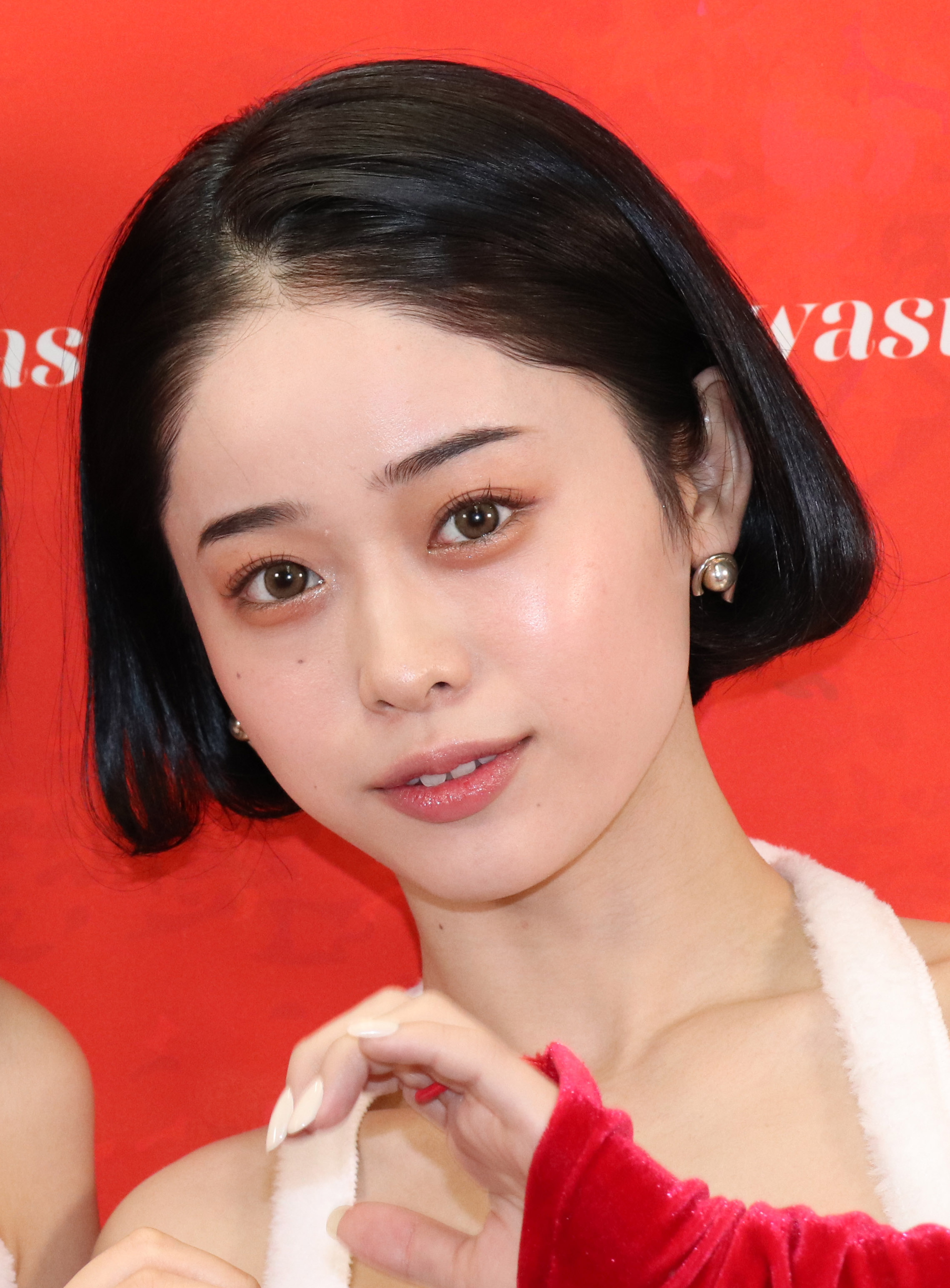
2021年12月撮影

『MINAMO 超大型新人AV DEBUT』が2021年のSODクリエイトにおいて、一番売れたAV作品と『週刊プレイボーイ』で紹介される。2021年12月、アサヒ芸能が独断と偏見で選ぶ「アサ芸AV大賞」で安位カヲルとともにW新人賞を受賞。
写真週刊誌『FLASH』（光文社）発表の2021年セクシー女優ランキング第4位。2022年5月に発表されたアサヒ芸能「2022現役AV女優SEXY総選挙」で第9位。『anan』2022年8月17‐24日合併号ではモデル、セックス特集の回答者として抜擢された。
加美杏奈の喉の不調を受け、ウェブ番組『はだかいっかん』2022年12月11日配信分より代打MCを務める。起用理由はゲスト出演回が番組過去最高再生回数を記録していたため。2023年よりレギュラーMC。
2022年12月26日週FANZA通販フロアランキングにて、デビュー作収録の『SODstar15周年記念！厳選した人気スター女優18名 デビューSEX集めました!』が1位を記録。
2023年6月9日、初のフォトエッセイを発売。6月17日に中野・Mandarayで2周年イベントを開催。場所をアダルトショップにしなかったこともあり、約7割が女性ファンだった。同年10月には『カメラマン リターンズ#9』（モーターマガジン社）表紙に抜擢。
2024年2月19日週FANZAレンタルフロアランキングで『配送中NTR 既婚ベテランドライバーの配送に付いて回るうち車中で襲われてしまった新婚人妻 MINAMO』が第4位にランクイン。
2024年4月発売『アサヒ芸能』発表「2024現役AV女優セクシー総選挙」において総合28位となる。AV女優としてはもちろん、メディアでの頭の回転の速さも評価された。
2024年5月13日週FANZA動画フロアランキングにて『【VR】【MINAMO 8K解禁】彼女に申し訳ない気持ちでいっぱいです。同棲して1週間が経ちました。彼女の妹が遊びに来ました。気づけば強●中出しさせられました。』が初登場7位を記録。
2024年7月、RAVIJOURとのコラボレーションアイテム「SALTY FORM by MINAMO」（スクラブ）の販売を開始。
同年10月7日週、FANZA通販フロアランキングにて『性欲処理専門セックス外来医院23 特別編 SODstar MINAMO 絶対的エース看護師の美巨尻ワシ掴み、ハードピストンぶつかり性交治療』が初登場2位となる。10月7日週FANZA動画フロアランキングでは、同作がウィークリー6位まで上昇した。FANZA通販フロア2024年10月度月間女優ランキング10位。同年12月24日、光文社『FLASH』が独自集計した「FLASHセクシー女優ランキング2024」で9位。
2025年1月27日週FANZA動画フロアランキングにて、前述の『性処理専門セックス外来医院～』が再注目を浴び2位まで上昇した。同年4月14日の同ランキングで同作が再び2位に上昇した。
4月21日週FANZA動画フロアランキングにて、2024年9月発売の『息子が通う保育園の美人先生と妻子が実家に帰省中に自宅密会をして1週間ヤリまくった絶倫不倫セックス』が8位上昇。
4月28日週FANZA通販フロアランキングにおいて『ピンクレンジャー戦闘後の解放SEX 闘争本能の余韻で戦い後の性欲は極限まで高まり絶倫になっていた』が初登場3位を記録。6月28日に東京・中野Mandarayでデビュー4周年イベントが開催された。
同年7月28日週FANZA通販フロアランキングにて、『本気の性欲解放宣言SPECIAL 過去最高の痙攣性交3本番「膣奥激ピス絶頂過多エビ反り痙攣・体液大放出」MINAMO』が初登場4位ランクイン。

## 人物
趣味は映画鑑賞、レコード鑑賞、家具巡り、読書。好きなアーティストはCHARA、竹内まりや、松任谷由実、ディーン・マーティン。尊敬する人は母。
特技はインタビューにて「フェラです!」と回答している。
好きな体位は正常位。また、2022年のインタビューでは自身のファンの7割がお尻ファンであると答えている。
高校時代は野球部マネージャー。大学入学はしたものの、約4か月で中退している。
自身のYouTubeチャンネルにて「宇宙人は存在している」という話をしたところ、スタッフの判断で全てカットされる。イベントでは来訪する約7割が女性ファン。ラランド・サーヤも推しとしており、その理由を「体はもちろん所作がきれい。マジでプライド持ってやってる感じがカッコいい」と語っている。俳優・渋江譲二も「デビューから女性人気が根強い」と評している。
ジャンル問わずエロ漫画読書も趣味としており、MINAMOいわく「ほぼ毎日作品をディグり買いまくっている」とのこと。「エロ漫画そのものが好きなので」画風などに偏り、傾向はない。後述のように2022年からはエロ漫画に関するインタビューコラムも担当している。
共演者の島田珠代は、エロい女性だと思っていたが実はすごく爽やかで頭がいい、「お仕事はお仕事で、プライベートでは本当にいいお嬢さん。ピュアさというか、品がある」と述べている。

## 出演

### ウェブラジオ
- 藤里一郎ラジオ（2021年2月27日、藤里一郎ラジオ/YouTube）[49]
- しずる村上のWALK THIS 麺（2023年9月10日[50] - 9月24日、AuDee）

### ラジオ
- 紗倉まなとニューヨークのマジックミラーナイト（2021年6月12日・19日・7月3日・8月7日、文化放送）

### ウェブテレビ
- 給与明細（2021年6月28日・7月26日[51]、2022年8月1日[52]、ABEMA）
- ロンドンハーツTELASA限定版（2021年12月20日、TELASA）[53][54]
- しくじり先生 俺みたいになるな!!（2022年4月15日・2024年1月12日・19日、ABEMA）
- はだかいっかん!（2022年12月11日 ‐ 2025年3月21日、はだかいっかん!/YouTube）代打MC→レギュラーMC、レギュラー出演以前にゲスト出演歴あり
- 愛のハイエナ（2023年7月11日・8月29日 - 9月12日、ABEMA）
- かまいたちの笑賭け（2023年1月26日、ABEMA）[55]
- ロンドンハーツ 究極恋愛シミュレーション ラブマゲドン（2024年9月23日[56]、TELASA）
- 鶴瓶&ナイナイのちょっとあぶないお正月2025（2025年1月1日、ABEMA）- キャッチャーオーディション美女3役
- 珠代とMINAMOの令和爆モテ男子教育計画（2025年7月11日[57] - 本編4話8スピンオフ8話一挙配信 、Locipo）[58]
- デスキスゲーム（2025年9月9日配信予定、Netflix）[59]

### テレビ
- もう!バカリズムさんの超H!（フジテレビONE）
  - #25（2021年7月26日）
  - #30（2021年12月27日）
  - #37（2022年9月26日）
  - #64（2025年7月28日）
- 魚拓と成瀬のツキとスッポンぽん #370・#371（2021年10月3日・10日、パチ・スロ サイトセブンTV）
- 桃色探訪〜伝説の風俗〜（2021年12月31日、チャンネルNECO） - 「くるみ」役
- ゴッドタン（2023年6月3日・8月12日、テレビ東京）
- 見取り図じゃん（2023年10月31日、テレビ朝日）
- イワクラと吉住の番組（2024年3月6日・8月21日[60]、テレビ朝日）[61]
- ケンコバのバコバコナイト「バコバコSXII」（2024年10月4日 - 10月25日、サンテレビ）

### 映画
- 花腐し（2023年11月10日公開、東映ビデオ）監督:荒井晴彦 - 「リンリン」役[62][63]

### ミュージックビデオ
- 「おかしな気持ち」小原綾斗とフランチャイズオーナー（2022年9月、SPACE SHOWER MUSIC）- 「女子高生の娘」役[64]

### CM
- HOTEL BYAKKA 粋（2023年10月、FAVORITE GROUP）サンテレビ限定放送

## 作品

### アダルトビデオ
2021年
- (STARS-371)MINAMO 超大型新人 AV DEBUT（6月10日、SODクリエイト）
- (STARS-386)恍惚。「快楽に溺れたい」MINAMO 超大型新人（7月8日、SODクリエイト）
- (STARS-398)M覚醒。「激しく、責められたい」MINAMO 超大型新人（8月12日、SODクリエイト）
- (STARS-412)美装「どのコスプレで抜きたい？」 MINAMO 超大型新人（9月9日、SODクリエイト）[65]
- (STARS-428)素顔「私の全てを見てください。」MINAMO 超大型新人（10月7日、SODクリエイト）
- (STARS-440)絶頂開発 小柄なカラダをガクブル震わせながら激イキ! 初めての巨根大絶頂3SEX MINAMO（11月11日、SODクリエイト）[66]
- (SDMM-102)MINAMO×天宮花南 Wキャスト【マジックミラー号25周年記念作品】真夏の海でファン感 童貞筆おろし 逆ナンパ 全部やっちゃいます（11月25日、SODクリエイト）
- (STARS-460)いつでも連射!保健室の先生、青春の喉奥射精、追撃フェラチオ MINAMO（12月9日、SODクリエイト）

2022年
- (STARS-486)ドバドバ精子垂れ流し無限昇天イメクラエステ4COSPLAY3sex MINAMO（1月13日、SODクリエイト）
- (STARS-528)SOD究極痴女ハーレム 豪華WキャストMINAMO・天宮花南（2月10日、SODクリエイト）[67]
- (STARS-525)キメセク相部屋NTR 大嫌いで最低最悪な絶倫元カレに…媚薬を飲まされ…×××。 MINAMO（2月23日、SODクリエイト）
- (STARS-526)人気エロカワ美容師みなもさんは実はとんでもなくキス魔 お客様をべろちゅう誘惑ぐい MINAMO（3月10日、SODクリエイト）
- (STARS-542)これが交際歴1年の恋人がするセックス!?リアルにものすごく近い同棲生活!最高にエッチで可愛いMINAMOが彼女になってハメまくり!（4月7日、SODクリエイト）
- (STARS-552)学園祭でMINAMOがえっちすぎるほぼ全裸コスプレでお店は大行列!大繁盛!逆バニー・逆スク水・逆制服・逆チアガールで誘惑!（5月12日、SODクリエイト）
- (STARS-601)解禁。「初ナマ中出し」 デビュー1周年 MINAMO（6月23日、SODクリエイト）[68]
- (STARS-579)宅飲みNTR ヤリチン男たちが計画したサークルの宅飲み。酔いつぶされた彼女は僕の目の前で輪●レ●プされて、みんなに中出しされていました。 MINAMO（7月7日、SODクリエイト）
- (STARS-617)MINAMOにいきなり逆ナン痴女られ！連射＆男潮＆中出し犯●れて…悶絶焦らしで誘惑された俺たち（8月11日、SODクリエイト）
- (STARS-637)極桃尻 揉みしだかずにはいられない MINAMO（9月22日、SODクリエイト）
- (STARS-670)「彼女さんと最近シテないんですか？」「他人の彼氏を奪うの興奮するんです…」「私は生の方が好きだから、先輩の…中に出して大丈夫ですよ」寝取るの大好きな略奪系女子 超接近色仕掛で密着囁き淫語で中出し誘惑 MINAMO（10月6日、SODクリエイト）
- (STARS-691)即尺フェラご奉仕メイド どこでもすぐ即尺して、ずっとフェラチオしてくれる僕だけの可愛すぎるメイドのMINAMO（12月8日、SODクリエイト）

2023年
- (STARS-713)「カラダだけの関係の方が楽でしょ?」社内で一番あざとい女と、都合の良いセフレの関係で何度もセックスしたが、本気で君を好きになってしまった・・・ MINAMO（1月12日、SODクリエイト）
- (STARS-745)初!1ヶ月の禁欲解禁!極限の我慢状態からの性欲超大解放!!チ◯ポを貪り喰いまくる!発情セックスドキュメント!!! MINAMO（2月9日、SODクリエイト）[69]
- (STARS-751)盆休みの帰省中、近所のミナモと久しぶりの再会。うだるような暑い季節に成長してどちゃクソ可愛くなっていた幼馴染と三日三晩生ハメしまくった。 MINAMO（3月9日、SODクリエイト）[70]
- (STARS-782)いいなり温泉旅行 MINAMO（4月6日、SODクリエイト）
- (STARS-797)同棲するため物件を内見にきたカップルの彼氏を寝取って生ハメ中出しさせる淫乱巨乳な不動産レディ MINAMO（5月11日、SODクリエイト）
- (STARS-844)2周年で初出勤！無制限発射OKで連続ナマ中出しさせてくれる完全会員制ソープ MINAMO （6月8日、SODクリエイト）
- (STARS-824)僕たちイジメられっ子の陰キャはこの調子に乗ったヤンキーギャルを逆襲レ×プします。 MINAMO（7月6日、SODクリエイト）
- (STARS-883)【夏といえば水着！SODstar全員ビキニ祭】「この夏、絶対に女の子をイカセたいあなたへ」ヌケて学べるHOW TO SEX！！完全攻略MINAMOのイカセかた（8月10日、SODクリエイト）
- (STARS-867)サークルの飲み会で酔いつぶれて目が覚めたら先輩の巨乳カノジョ宅にいて…部屋着から見える胸チラ、マンチラに我慢ができず襲ってしまい朝まで巣ごもり浮気SEX MINAMO（9月7日、SODクリエイト）
- (STARS-893)本能で絡み合う極上のランジェリー性交 MINAMO（10月12日、SODクリエイト）
- (STARS-895)配送中NTR 既婚ベテランドライバーの配送に付いて回るうち車中で襲われてしまった新婚人妻 MINAMO（11月9日、SODクリエイト）
- (STARS-935)セックス大好きなヤリマン・ヤリチンが集まるオフ会で、朝までオフパコ乱交！ MINAMO（12月7日、SODクリエイト）

2024年
- (STARS-955)学年一可愛い生徒・みなもが学校中で中出し誘惑してきて、教師の俺はもう限界かもしれない。MINAMO（1月11日、SODクリエイト）
- (STARS-969)憧れのモデルMINAMOが俺を毛嫌いするなんて許さない 洗脳エステで俺の思い通りにしてやる！（2月8日、SODクリエイト）
- (STARS-980)体の相性が最高なコンビニパート主婦Mさんとは休憩2時間のショートタイム密会でも最低3回は射精（だ）せる MINAMO（3月7日、SODクリエイト）
- (START-022)デート×××。信頼していた同じ大学の映画サークルの男子たちに襲われて、喉奥まで何度もイラマチオされて、中出しされました… MINAMO（4月25日、SODクリエイト）[71]
- (START-035)怠惰な週末のダラダラ気持ちいいやつ。ご飯食べて、セックスして、寝る。 MINAMO（5月9日、SODクリエイト）[72]
- (START-073)MINAMO ZOMBIE AV DEBUT 3周年記念作品（6月6日、SODクリエイト）[73]
- (START-088)超イイ女のラウンジ嬢に誘惑されて店内で理性ブッ飛び腰フリまくり生ハメ中出し！ MINAMO（7月11日、SODクリエイト）[74]
- (START-107)出張先のパワハラ温泉接待で上司から無理やり飲まされ合計21発の精子を受け止めた人妻キャリアウーマン MINAMO（8月8日、SODクリエイト）[75]
- (START-120)絶倫美女に夜の都会を連れ回され朝日が昇るまで12発ヌかれまくった華金ハシゴSEX MINAMO（9月12日、SODクリエイト）
- (START-148)息子が通う保育園の美人先生と妻子が実家に帰省中に自宅密会をして1週間ヤリまくった絶倫不倫セックス MINAMO（10月10日、SODクリエイト）[76]
- (START-158)性欲処理専門セックス外来医院23 特別編 SODstar MINAMO 絶対的エース看護師の美巨尻ワシ掴み、ハードピストンぶつかり性交治療（11月7日、SODクリエイト）
- (START-189)MINAMOジャンクションR18版 24時間ガチ巣ごもり生活SEXで無制限発射OK 合計9射精 MINAMO史上最大の素のSEX解禁（12月12日、SODクリエイト）[77]

2025年
- (START-208)キス魔のメンズエステ嬢 射精後すぐにどエロいキスして勃起回復＆連続射精合計10発 MINAMO（1月9日、SODクリエイト）
- (START-224)検証。生徒を襲った女講師に接触！3年もの禁欲をした女性の性欲はどうなるのだろうか MINAMO（2月6日、SODクリエイト）
- (START-245)「MINAMOと常に性交」朝から晩まで1日中ず～っと挿れっぱなしぶっ続けデカチン即ハメえっち（3月6日、SODクリエイト）[78]
- (START-284)デートをドタキャンし弟の看病をする事になった姉は超不機嫌になりながらアナル丸見えのデカ尻騎乗位プレスでヌキまくった MINAMO（4月10日、SODクリエイト）[79]
- (START-265)時間停止REC 超人気インフルエンサーがホームレスのキモおじにされていたSEXの一部始終 MINAMO（5月8日、SODクリエイト）[80]
- 【特典版】【機密情報File】ピンクレンジャー戦闘後の解放SEX 闘争本能の余韻で戦い後の性欲は極限まで高まり絶倫になっていた MINAMO（6月19日、SODクリエイト）
- 少年看守レディのお仕事【特別編】 SODSTAR MINAMO 性欲旺盛な囚人たちに中出し更生する超美人エリート官（7月10日、SODクリエイト）
- MINAMOを追え！汗と涙の大追跡SEX 顔面射精合計29発！気づいたら大量ぶっかけ解禁しちゃいましたSP（8月7日、SODクリエイト）
- 本気の性欲解放宣言SPECIAL 過去最高の痙攣性交3本番「膣奥激ピス絶頂過多エビ反り痙攣・体液大放出」MINAMO（9月11日、SODクリエイト）

### イメージビデオ
- (REBD-601)Minamo ハイビスカスと水平線・MINAMO（2021年11月4日、REbecca）
- (REBD-707)Minamo2 ほほえみインビテーション・MINAMO（2020年12月15日、REbecca）
- (REBD-741)Minamo3 いたずらマーメイド・MINAMO（2023年5月4日、REbecca）
- (BTHA-093)美・ボディ MINAMO（2023年9月26日、スパークビジョン）
- (REBD-807)Minamo4 渚の羽衣天女・MINAMO（2024年1月4日、REbecca）
- (MBRBN-049)湯女美人/MINAMO（2024年5月29日、スパイスビジュアル）
- (REBD-925)Minamo5 ひだまりヴェルヴェット・MINAMO（2025年4月3日、REbecca）

### VR
- (DSVR-1313)SODstar MINAMO 初対面 天井特化・地面特化・全体位セックスを網羅（2023年8月3日、SODクリエイト）
- (DSVR-1528)彼女に申し訳ない気持ちでいっぱいです。同棲して1週間が経ちました。彼女の妹が遊びに来ました。気づけば強●中出しさせられました。（2024年5月20日、SODクリエイト）
- (DSVR-1529)地獄みたいに毒突かれながら、天国みたいに舐めご奉仕してくれる専属罵倒メイド MINAMO（2024年7月1日、SODクリエイト）
- 【VR】【8K】【フェス帰り×夜行バス】ライブで意気投合した小悪魔美少女にゼロ距離密着ささやきされ続けた山梨→新宿間 MINAMO（2025年5月26日、SODクリエイト）

## 出版

### 写真集
- MINAMO（2022年9月2日、徳間書店、撮影:鈴木ゴータ）ISBN 978-4198655082
- MINAMO写真集 愛の果実（2025年3月17日、徳間書店、撮影: LUCKMAN）ISBN 978-4198659608[81]

### デジタル写真集
- MINAMO 煌めきの波紋 - 週刊ポストデジタル写真集（2021年4月26日、小学館、撮影:西田幸樹）
- MINAMO 艶めきの波紋 - 週刊ポストデジタル写真集（2021年4月26日、小学館、撮影:西田幸樹）
- MINAMO 私の部屋でしませんか - 週刊ポストデジタル写真集（2021年7月30日、小学館、撮影:藤本和典）
- MINAMO 乳白の季節 - アサ芸SEXY女優写真集（2021年9月30日、徳間書店、撮影:山口勝己）
- MINAMO Special - SOD Digital Books（2021年10月12日、SODクリエイト）
- MINAMOがアートになっちゃった！ - 週刊ポストデジタル写真集（2021年12月24日、小学館、撮影:扶桑光）
- MINAMOの「HOW TO SEX」 - 週刊ポストデジタル写真集（2022年1月17日、小学館、撮影:松田忠雄）
- MINAMO 彼女のサマー・ブリーズ - 週刊ポストデジタル写真集（2022年6月1日、小学館、撮影:柳沢康太）
- MINAMO 忘れられないの？ FRIDAYデジタル写真集（2022年7月26日、講談社、撮影:MIYAGI）
  - MINAMO 忘れられないの？ vol.1
  - MINAMO 忘れられないの？ vol.2
  - MINAMO 忘れられないの？ オール未公開 perfect ver.
- MINAMOファースト写真集 - アサ芸SEXY女優写真集（2022年9月2日、徳間書店、撮影:鈴木ゴータ）※デジタル版
- 逆バニーガール 神7 - 週刊ポストデジタル写真集（2022年12月28日、小学館、撮影:坂本哲也）全7名
- ビジュアルヌード・ポーズBOOK act MINAMO（2023年3月1日、二見書房、撮影:長谷川朗）※デジタル版
- MINAMO Hot Ripples（2023年10月13日、小学館、撮影:笠井爾示）
- MINAMO 誘惑の果てに - FLASHデジタル写真集R（2023年12月5日、光文社、撮影:鈴木ゴータ）

### ポーズ集モデル
- ビジュアルヌード・ポーズBOOK act MINAMO（2022年7月26日、二見書房、撮影:長谷川朗）ISBN ' 978-4576221151

### エッセイ
- 惑溺 MINAMOフォトエッセイ（2023年6月9日、KADOKAWA、撮影:島田彩枝加）ISBN 9784040006598 ※「MOVIE WALKER PRESS」の連載「MINAMOの話をきいてミナモ？」で書き綴った1年の記録を書籍化したフォトエッセイ。[27]

## 執筆

### 連載コラム
- MINAMOの話をきいてミナモ？（2022年3月15日[82] - 2023年3月4日[83]、ムービーウォーカー「MOVIE WALKER PRESS」）
- MINAMO の知りたい エロ漫画の世界（2022年10月5日 - 、東京スポーツ新聞社「東京スポーツ」隔週連載）エロ漫画家インタビューコラム。紙面都合上、MINAMOはMと略されており、「Mが初めて出会った取材型エロ漫画家だった」等独特の文体で筆致されている[47]。